# François Marie Louis Barrairon
François Marie Louis Barrairon est un homme politique français né le 10 juin 1746 à Gourdon (Lot) et décédé le 5 décembre 1820 à Château-Regnault (Ardennes).

## Biographie
Surnuméraire de la Ferme Générale en 1765, il y déroule une carrière brillante jusqu'en 1780, la sympathie qu'il manifesta pour les idées nouvelles le fit nommer commissaire administrateur en décembre 1790 ;
Directeur dans l'administration des domaines au moment de la Révolution, il sert tous les gouvernements.
Il est fait baron d'Empire. Il conserve son poste sous la Restauration, devenant directeur général de l'enregistrement et des domaines du ministère des Finances, poste qu'il occupera de 1815 à sa mort en 1820. Avec le rattachement en mai 1817 de l'Administration des forêts au ministère des Finances, il devient également directeur général des forêts.
Il est député du Lot de 1816 à 1820, siégeant au centre et soutenant les gouvernements. Il est créé comte le 11 octobre 1820 et meurt deux mois plus tard.

## Sources
- « François Marie Louis Barrairon », dans Adolphe Robert et Gaston Cougny, Dictionnaire des parlementaires français, Edgar Bourloton, 1889-1891 [détail de l’édition]
- « François, Marie, Louis Barrairon », sur assemblee-nationale.fr (consulté le 20 septembre 2016)